# Novavax

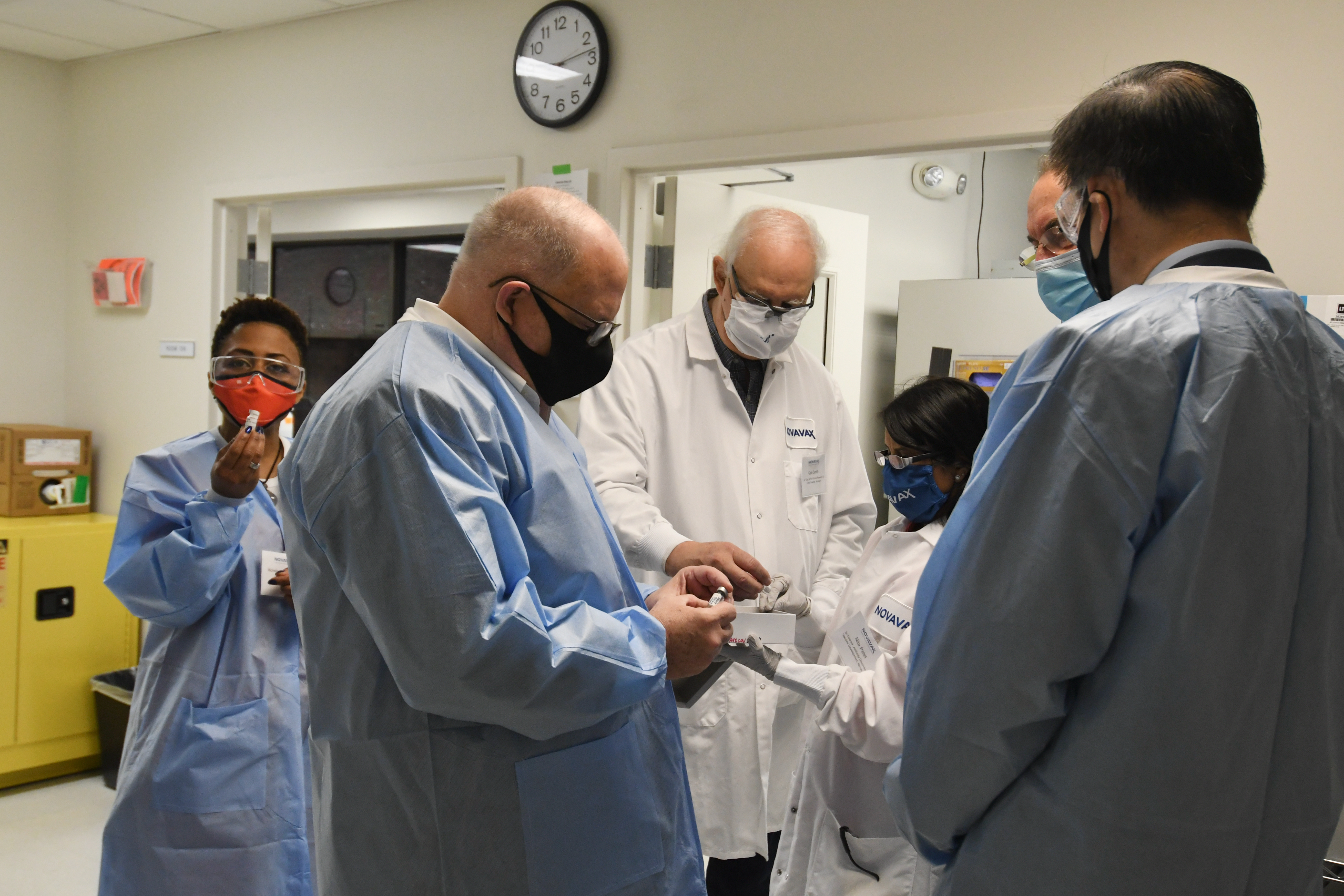
Hogan kormányzó meglátogatja a Novavaxot City of Gaithersburgban, Maryland államban (2020 szeptember)

A Novavax, Inc. egy amerikai oltóanyag-fejlesztő vállalat, melynek központja az Egyesült Államokban, a Maryland állambeli Gaithersburgban található, továbbá a szintén marylandi Rockville-ben és a svédországi Uppsalában is vannak leányvállalatai. 2020-ban kezdték meg az idős korosztály részére kifejlesztett NanoFlu influenza elleni oltás és a NVX-CoV2373 (Novavax Covid-19) Covid19–vakcina III. fázisú klinikai vizsgálatát.
Nuvaxovid nevű védőoltásukat 2021 végén az Európai Unióban is engedélyezték ötödik Covid19 elleni vakcinaként a Pfizer/BioNTech, a Moderna, a Janssen és az AstraZeneca után.

## Történelem
2013 júniusában a svéd Isconova AB vállalat felvásárlásával a Novavax tulajdonába került a Matrix-M adjuváns platform . Az új leányvállalat a Novavax AB nevet kapta.
2015-ben a vállalat 89 millió dolláros támogatást kapott a Bill & Melinda Gates Alapítványtól a  RSV (respiratory syncytial virus) elleni vakcina kifejlesztésére.
Ez év márciusában a vállalat befejezte az ebola vakcina I. fázisú klinikai vizsgálatát, valamint az RSV vakcina (ResVax) felnőtteken végzett II. fázisú klinikai vizsgálatát. A ResVax vizsgálat biztató eredményeket hozott, megbízható hatékonyságot mutatott az RSV-fertőzéssel szemben.
2016 szeptemberében a cég 12 000 felnőtt részvételével elvégzett III. fázisú klinikai vizsgálata a  légúti syncytialis vírus ellen kifejlesztett ResVax oltóanyaggal kapcsolatban kudarcot vallott.  A sikertelenség a vállalati részvényárfolyam 85 százalékos zuhanását hozta magával. A szintén 2016-ban közzétett, II. fázisú felnőtt klinikai kísérletek ugyan igazolták az antigenecitás stimulálását, de a hatékonyság tekintetében eredménytelennek bizonyultak. Az eredmények részletes analizálása során arra a következtetésre jutottak, hogy egy alternatív adagolási stratégia sikerre vezethet, aminek a bevezetése viszont újabb II. fázisú klinikai vizsgálatot követelt meg. A vállalatot az előző évi nehézségek 2017-re három fő cél elérését megalapozó stratégia kialakítására  sarkalták. Ezek a törekvések egyrészt a szerkezetátalakítással történő költségcsökkentést célozták meg, a munkaerő 30 százalékának leépítése mellett; másrészt a ResVax mielőbbi piacra dobását ösztönözték, végül a Zika-vírus elleni vakcina mielőbbi klinikai vizsgálatának megkezdését tűzték ki célul.
A ResVax felnőttek bevonásával történt vizsgálata mellett 2016-ban a csecsemők anyai immunizálás útján történő RSV fertőzése elleni oltást is tesztelték.
2019-ben a ResVax utolsó fázisú klinikai tesztelése ismét csalódást hozott, ami a befektetők súlyos bizalomvesztését hozta magával, melynek eredményeképpen a cég értéke 70 százalékot zuhant. Járulékos következményként a vállalat részvényösszevonásra kényszerült, hogy a NASDAQ minimális tőzsdei elvárásának megfeleljen, és evvel elkerülje a tőzsdéről való kivezetés veszélyét.
A vállalat NanoFlu vakcinája idővel felértékelődött, mivel az influenza elleni hatékonyabb oltás iránti megnövekedett igényt nem tudták a gyógyszergyártók  kielégíteni, ami különösen az idősek esetében jelentett kiemelt kockázatot, mivel náluk gyakran súlyos, sőt, többször életveszélyes szövődmények léphetnek fel. Erre a helyzetre tekintettel 2020 januárjában az USA Élelmiszer- és Gyógyszerügyi Hivatala (FDA) gyorsított eljárás keretében forgalmazási engedélyt adott a NanoFlu számára.

## Külső szponzorálás
2018-ban a Novavax ismét 89 millió dolláros kutatási támogatást kapott a Bill és Melinda Gates Alapítványtól az anyai immunizáláshoz szükséges vakcinák kifejlesztésére.
2020 májusában a Novavax 384 millió dollárra tett szert a Coalition for Epidemic Preparedness Innovations (CEPI) szervezettől a NVX-CoV2373 jelzésű COVID-19 oltóanyag klinikai vizsgálatának finanszírozására, valamint erőforrás-fejlesztésre a nagyüzemi gyártás előkészítéséhez a sikeres teszteredmény esetén. Ezt megelőzően a CEPI már márciusban befektetett 4 millió dollárt a Novavaxba.

## Covid19 vakcina

### Oltóanyag kutatás és fejlesztés
2020 januárjában a Novavax bejelentette az NVX-CoV2373 jelzésű védőoltás kifejlesztését, a SARS-CoV-2 elleni immunitás kialakítása céljából. Az NVX-CoV2373 egy fehérje alapú vakcina, amely SARS-CoV-2 vírus tüskefehérjét tartalmaz. A Novavax kutatómunkája az oltások fejlesztése terén tucatnyi más nemzetközi vállalattal állt versenyben.
2020 márciusában a Novavax bejelentette együttműködését az Emergent BioSolutions céggel az oltóanyag preklinikai és korai stádiumú humánkutatási területén. A partnerség keretében az Emergent BioSolutions Baltimore-i létesítményében nagy mennyiségű vakcinagyártásra szerződött.
Az NVX-CoV2373 vakcina első embereken végzett klinikai vizsgálatai 2020 májusában kezdődtek el Ausztráliában.
A Novovax júliusban bejelentette, hogy az Operation Warp Speed a Covid19 vakcinakutatások felgyorsítására 1,6 milliárd dollár folyósítását helyezte kilátásba, amennyiben a klinikai vizsgálatok 2021-re sikerre vezetnek. A Novavax szóvivője elmondta, hogy az 1,6 milliárd dollár folyósításához a Department of Health and Human Services és a  Department of Defense szövetségi minisztériumok "együttműködésén" keresztül biztosítják a forrást. Az Operation Warp Speed  élére Gustave F. Perna tábornokot nevezték ki.
2020 szeptember végén a Novavax koronavírus vakcinakutatási folyamata befejező szakaszába lépett az Egyesült Királyságban. Októberben jelentették be a következő nagyszabású klinikai vizsgálatsorozat elindítását az Egyesült Államokban. 2020 decemberében a Novavax megkezdte a PREVENT-19 (NCT04611802) III. fázisú vakcina klinikai vizsgálatát mind az Egyesült Államokban, mind Mexikóban.
2021 januárjában a vállalat közzétette a 3. fázisú vizsgálatok eredményét, amelyek szerint az oltóanyag 89%-os hatékonyságot mutat a Covid19 ellen, és erős immunitást biztosít az új változatokkal szemben is.  A Novavax a vizsgálatokra hivatkozva az Egyesült Államokban és az Egyesült Királyságban sürgősségi felhasználásra kérelmezte a vakcinát. 
2021. május 22-én a Novavax és a Moderna bejelentette, hogy megállapodást kötött a dél-koreai kormánnyal a Covid19 vakcina gyártásáról. Az oltóanyagot a Coalition for Epidemic Preparedness Innovations vállalattal közösen fejlesztik Indiában  Covovax néven. 2021. június 14-én a Novavax bejelentette, hogy a 3. fázisú amerikai és mexikói vizsgálatban összességében 90,4%-os hatékonyságot ért el. A vizsgálat önkéntesei között összesen 77 Covid19 esetből 14 a vakcinacsoportban, míg 63 a placebocsoportban fordult elő.
2021. szeptember 6-án a Novavax és a Takeda Pharmaceutical Company bejelentette, hogy a japán kormány Egészségügyi, Munkaügyi és Jóléti Minisztériuma 150 millió adagot vásárol a Novavax TAK-019 nevű vakcinajelöltjéből , már a hatósági jóváhagyás előtt.

### Engedélyezés és felhasználás
2021. november 1-jén a Novavax és az indiai Serum Institute of India (SII) bejelentette, hogy az indonéziai nemzeti gyógyszer- és élelmiszer-ellenőrzési ügynökség, a Badan Peng was Obat dan Makanan (Badan POM) megadta a Novavax rekombináns nanorészecskés fehérjealapú Covid19 vakcina Matrix-M adjuvánssal történő sürgősségi felhasználási engedélyét (EUA). Az oltóanyagot az SII gyártja Indiában, és az SII forgalmazza Indonéziában, valamint a Fülöp-szigeteken Covavax™ márkanév alatt.
2021. december 17-én az Egészségügyi Világszervezet (WHO) felvette a Novavax és a Serum Institute of India (SII) közösen kifejlesztett, Covavax™ nevű vakcináját a veszélyhelyzeti alkalmazásra jóváhagyott koronavírus elleni védőoltások listájára. Az oltóanyag így a kis és közepes jövedelmű országok vakcinával történő ellátására létrehozott Covax program keretében is alkalmazható. A Covax program részére 1,1 milliárd adag védőoltást biztosít a Novavax és a SII.
2021. december 20-án az Európai Bizottság amszterdami székhelyű gyógyszerügynöksége, az EMA is megadta a Novavax Nuvaxovid oltóanyagára az alkalmazási engedélyt, ezzel a Pfizer/BioNTech, a Moderna, a Janssen és az AstraZeneca után ez lett az ötödik Európai Unióban elfogadott Covid19 elleni vakcina.

## Fordítás
Ez a szócikk részben vagy egészben  a   Novavax című angol Wikipédia-szócikk ezen változatának fordításán alapul.  Az eredeti cikk szerkesztőit annak laptörténete sorolja fel. Ez a jelzés csupán a megfogalmazás eredetét és a szerzői jogokat jelzi, nem szolgál a cikkben szereplő információk forrásmegjelöléseként.